# Bélesta-en-Lauragais
Bélesta-en-Lauragais (okzitanisch Belestar de Lauragués) ist eine französische Gemeinde mit 112 Einwohnern (Stand: 1. Januar 2022) im Département Haute-Garonne in der Region Okzitanien (vor 2016 Midi-Pyrénées). Die Gemeinde gehört zum Arrondissement Toulouse und ist Mitglied im Gemeindeverband Communauté de communes Aux sources du Canal du Midi. Die Bewohner werden Bélestais und Bélestaises genannt.

## Geografie

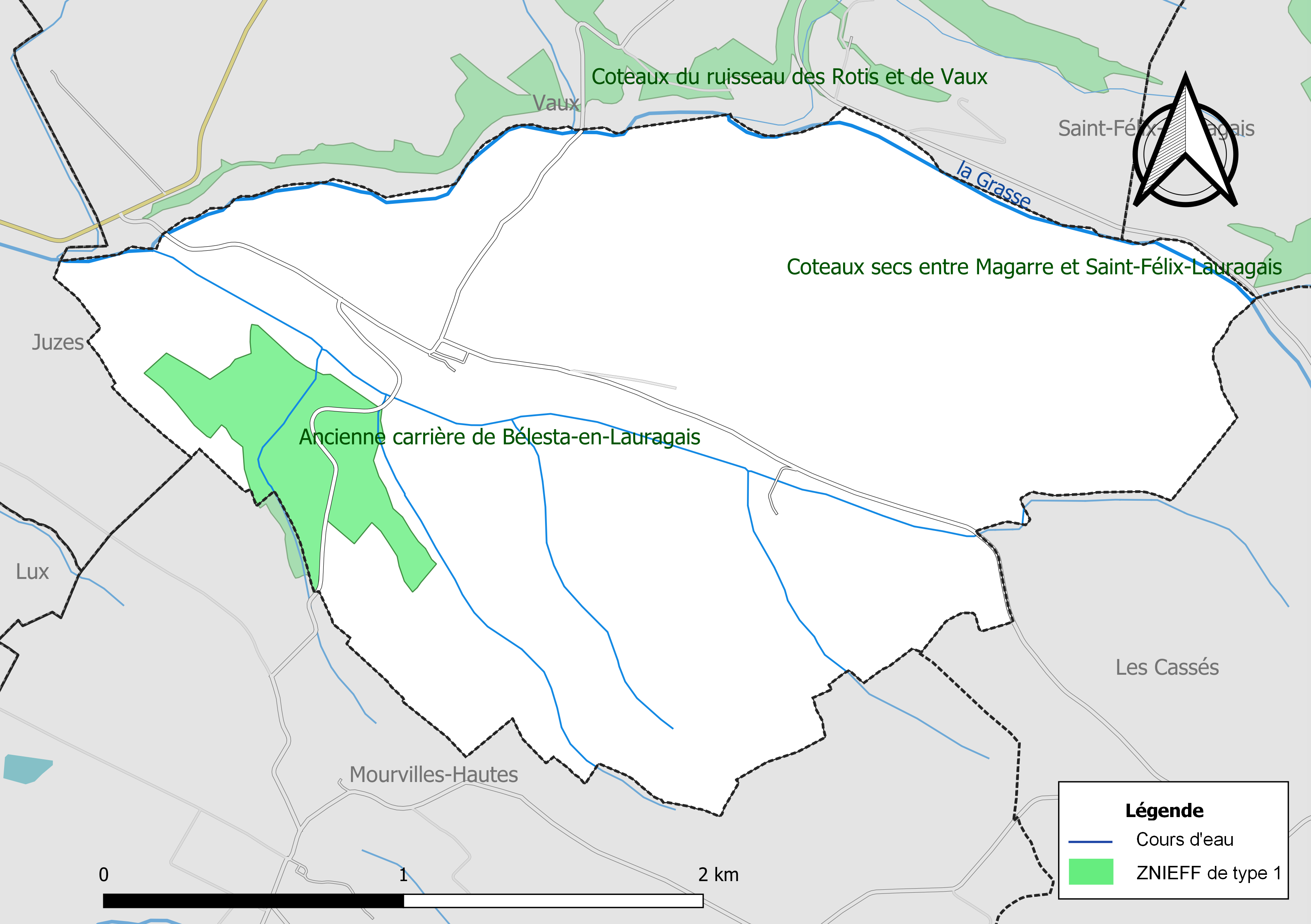
ZNIEFF-Naturzone und Hydrografie der Gemeinde

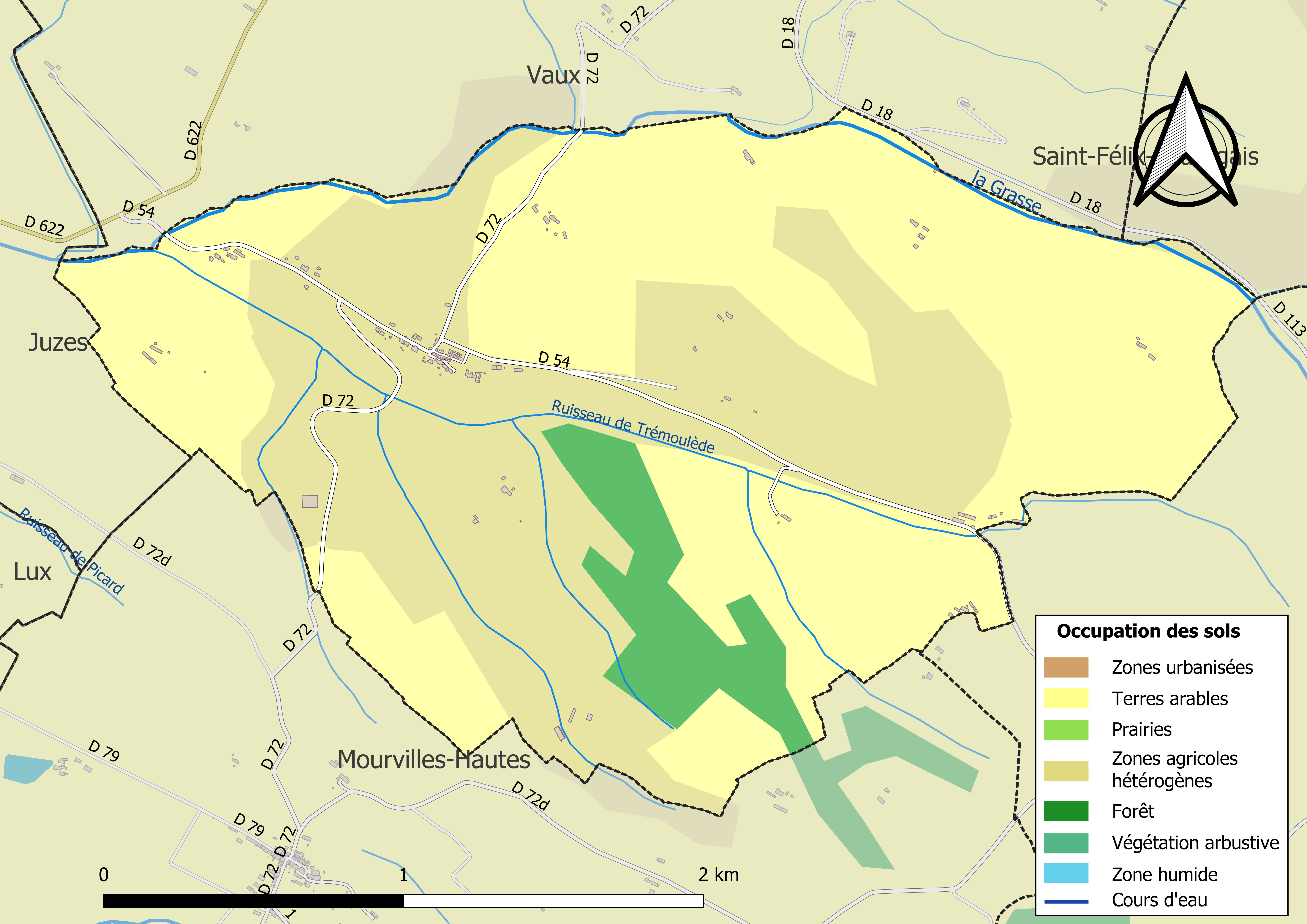
Bodennutzung, Hydrografie und Infrastruktur der Gemeinde (2018)

Bélesta-en-Lauragais befindet sich in der historischen Landschaft des Lauragais am östlichen Rand des Départements an der Grenze zum benachbarten Département Aude, etwa 50 Kilometer nordwestlich von Carcassonne und etwa 35 Kilometer südöstlich von Toulouse. Die Gemeinde liegt im Einzugsgebiet der Garonne und wird von der Grasse, dem Ruisseau de Trémoulède und verschiedenen kleineren Bächen entwässert. Während die Grasse das Gemeindegebiet im Norden begrenzt, durchquert der Ruisseau de Trémoulède es zentral von Ost nach West, bevor er im äußersten Westen in die Grasse mündet. Das Zentrum der Gemeinde liegt auf einer Anhöhe auf 259 m Höhe etwa 40 Meter oberhalb des Ruisseau de Trémoulède.
Das Gebiet von Bélesta-en-Lauragais ist Teil der 33 Hektar großen ZNIEFF-Naturzone „Ancienne carrière de Bélesta-en-Lauragais“ (730030373). Etwa 94 % der Fläche der Gemeinde werden landwirtschaftlich genutzt, etwa 6 % sind bewaldet.
Umgeben wird Bélesta-en-Lauragais von den Nachbargemeinden Vaux im Norden, Saint-Félix-Lauragais im Osten, Les Cassés (Département Aude) im Osten und Südosten, Mourvilles-Hautes im Süden sowie Juzes im Westen.

## Bevölkerungsentwicklung
| Jahr                       | 1962 | 1968 | 1975 | 1982 | 1990 | 1999 | 2006 | 2013 | 2020 |
| Einwohner                  | 109  | 74   | 61   | 72   | 66   | 84   | 107  | 106  | 109  |
| Quellen: Cassini und INSEE |      |      |      |      |      |      |      |      |      |

## Sehenswürdigkeiten

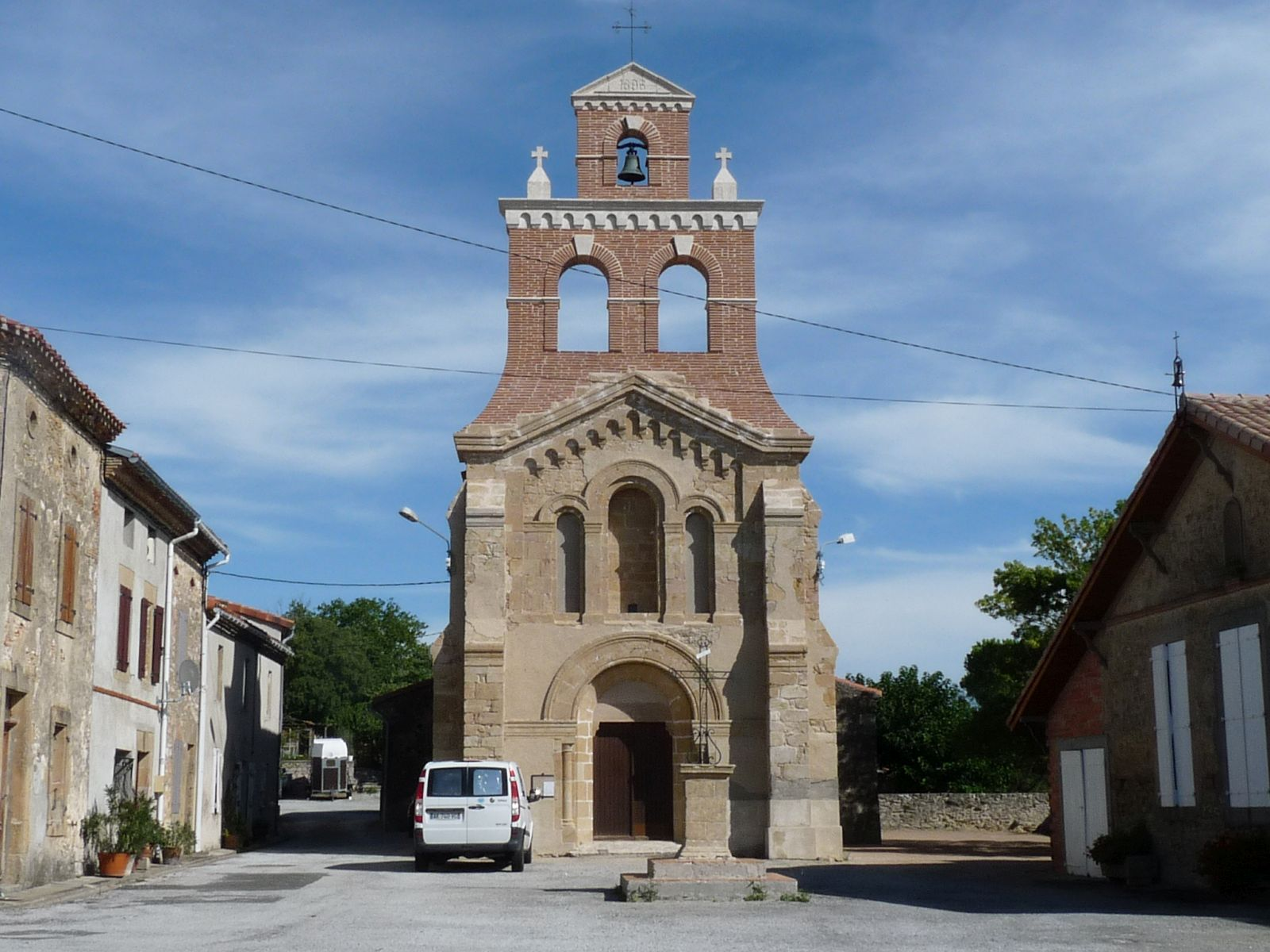
Kirche Saint-Jean-Baptiste
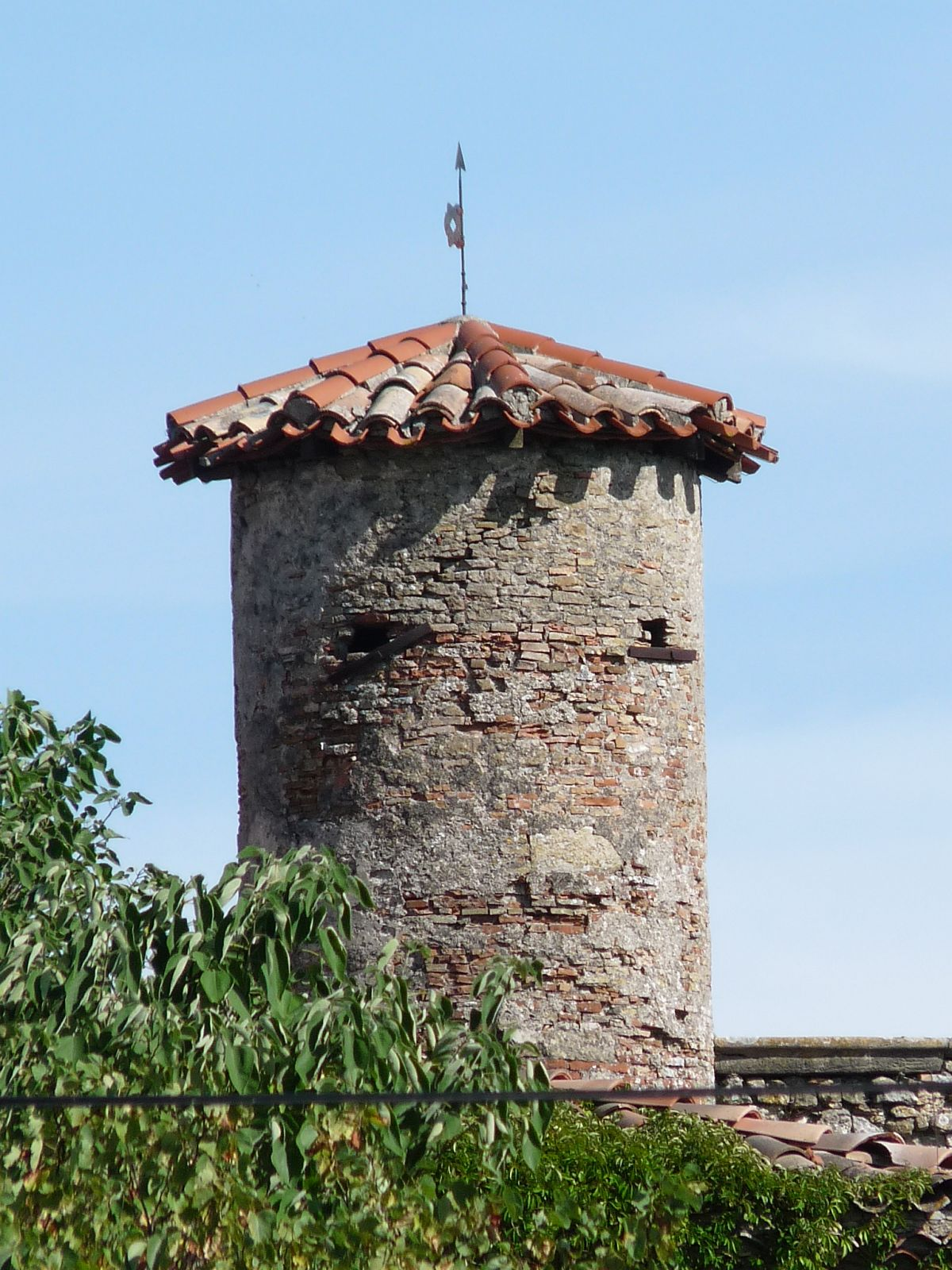
Turm des früheren Herrenhauses

- Kirche Saint-Jean-Baptiste
- Turm des früheren Herrenhauses

## Verkehr
Die Gemeinde liegt fernab größerer Verkehrsachsen. Einzig die Departementsstraßen 54 und 72 stellen Verbindungen zu den benachbarten Gemeinden Juzes im Westen und Les Cassés im Osten bzw. Vaux im Norden und Mourvilles-Hautes im Süden her.